# Cordulagomphus tuberculatus
Espèce
Cordulagomphus tuberculatus est une espèce fossile de libellules de la sous-famille des Cordulagomphinae (famille des Proterogomphidae). C'est l'espèce type du genre Cordulagomphus.

## Classification
L'espèce Cordulagomphus tuberculatus est décrite en 1990 par les paléontologues Frank Louis Carle (d) et Dennis C. Wighton (d),.

## Étymologie
Son épithète spécifique, du latin tuberculatus, « qui présente une protubérance », fait référence aux petits renflements sur le segment abdominal 2.

### Fossiles
Selon Paleobiology Database en 2023, cette espèce a deux collections référencées, du Crétacé du Brésil.

### Publication originale
- (en) Frank Louis Carle et Dennis C. Wighton, « Chapitre 3 - Odonata » p. 51-68 in David A. Grimaldi et al., « Insects from the Santana Formation, Lower Cretaceous, of Brazil », Bulletin of the American Museum of Natural History, New York, no 195,‎ 1990, p. 1-191 (ISSN 0003-0090, lire en ligne, consulté le 30 août 2023).